# Lasioglossum busckiellum
Lasioglossum busckiellum är en biart som först beskrevs av Cockerell 1915.  Lasioglossum busckiellum ingår i släktet smalbin, och familjen vägbin. Inga underarter finns listade i Catalogue of Life.